# Tournoi de tennis de Fribourg

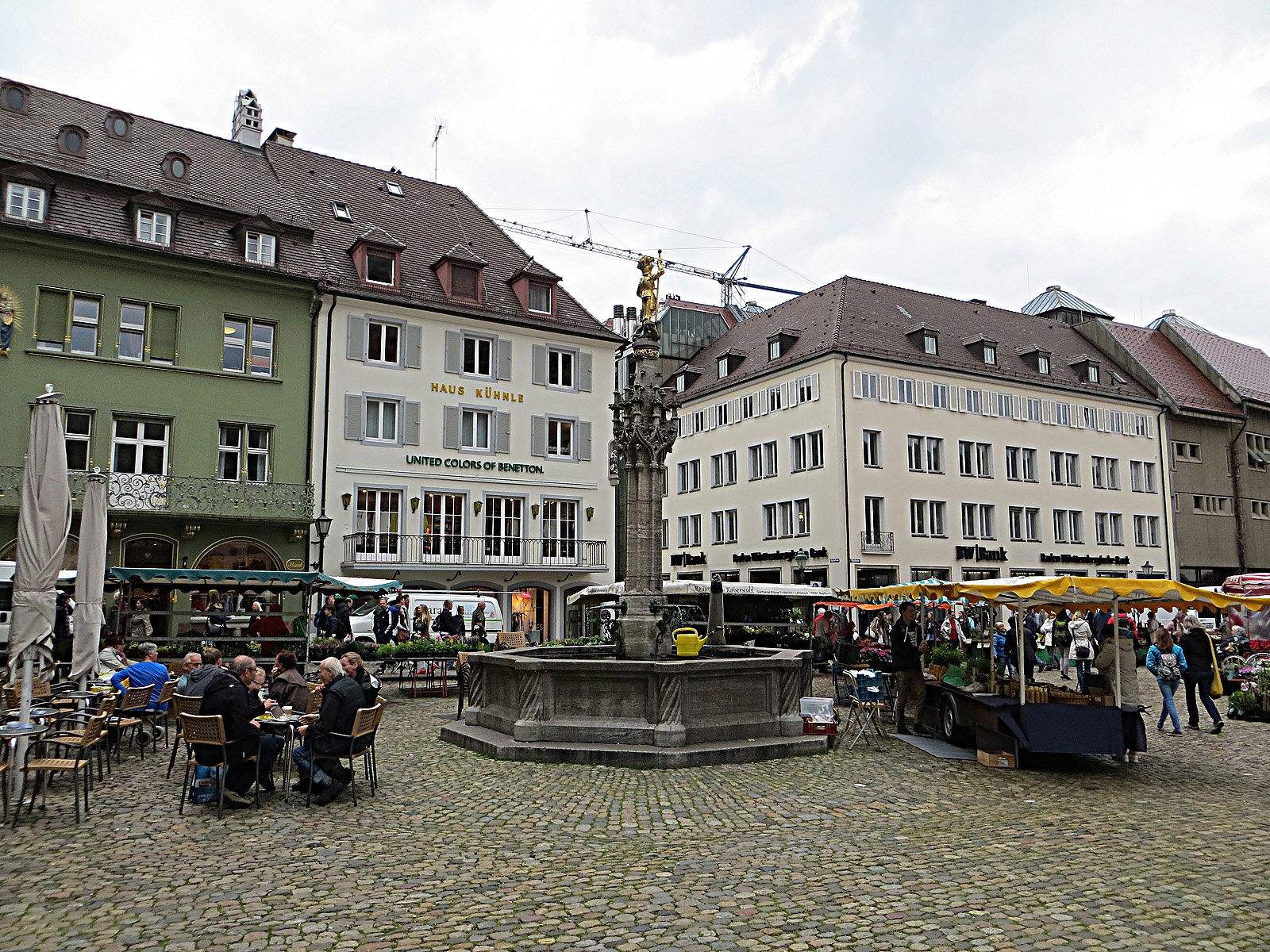
Münsterplatz

Le tournoi de Fribourg (Allemagne) est un tournoi de tennis féminin du circuit professionnel WTA.
La seule édition de l'épreuve, organisée en juillet 1983, a été remportée par Catherine Tanvier.

## Palmarès

### Simple
| No | Date       | Nom et lieu du tournoi        | Catégorie | Dotation | Surface      | Vainqueure        | Finaliste    | Score    |         |
| -- | ---------- | ----------------------------- | --------- | -------- | ------------ | ----------------- | ------------ | -------- | ------- |
| 1  | 11-07-1983 | Freiburg, Fribourg-en-Brisgau |           | 50 000 $ | Terre (ext.) | Catherine Tanvier | Laura Arraya | 6-4, 7-5 | Tableau |

### Double
| No | Date       | Nom et lieu du tournoi       | Catégorie | Dotation | Surface      | Vainqueures             | Finalistes                               | Score    |         |
| -- | ---------- | ---------------------------- | --------- | -------- | ------------ | ----------------------- | ---------------------------------------- | -------- | ------- |
| 1  | 11-07-1983 | Freiburg Fribourg-en-Brisgau |           | 50 000 $ | Terre (ext.) | Bettina Bunge Eva Pfaff | Ivanna Madruga-Osses Emilse Raponi-Longo | 6-1, 6-2 | Tableau |